# متعب عسيري
متعب زيد عسيري لاعب سعودي من مواليد مدينة أبها.
كانت بداياته في نادي أبها و تألق مع نادي أبها وانتقل في بداية 2012 إلى نادي النصر. وفي عام 2015 انتقل إلى نادي الحزم وعاد إلى نادي أبها عام 2017.

## روابط خارجية
- متعب عسيري على موقع Soccerway.com (الإنجليزية)
- متعب عسيري على موقع كووورة